# Homalia sharpii
Homalia sharpii là một loài rêu trong họ Neckeraceae. Loài này được R.S. Williams mô tả khoa học đầu tiên năm 1931.